# Fire Vox
Fire Vox är namnet på en open source-plugin till webbläsaren Firefox, som kan läsa upp webbsidors innehåll för användare med nedsatt syn. Den kan bland annat hantera språkdelarna av CSS3.